# Tabrett Bethell
Tabrett Bethell (* 13. Mai 1982 in Sydney, New South Wales) ist eine australische Schauspielerin und Model.

## Leben und Karriere
Tabrett Bethell arbeitete als Model für diverse australische Medien und als Cheerleader für die – in der National Rugby League spielende – Mannschaft Cronulla-Sutherland Sharks. Nach ihrer einjährigen Schauspielausbildung an der renommierten australischen Schauspielschule Screenwise, die im Dezember 2007 endete, spielte Bethell eine Hauptrolle in dem Low-Budget-Thriller Mei Li Johnson. Ihren bisher größten Erfolg konnte sie mit der Rolle der Cara Mason in der Fernsehserie Legend of the Seeker – Das Schwert der Wahrheit verbuchen, die sie von 2009 bis 2010 verkörperte. Weitere Rollen spielte Bethell in den 2010 erschienenen Filmproduktionen Strangers Lovers Killers und Anyone You Want sowie in dem australischen Thriller The Clinic.
2011 wurde Bethell für den Pilotfilm einer geplanten Fernsehserie über den Schriftsteller Edgar Allan Poe in der Rolle von dessen Freundin Sarah Elmira Royster besetzt. Das Projekt wurde jedoch noch vor Beginn der Ausstrahlung vom Sender ABC gecancelt. 2013 verkörperte Bethell neben Schauspielern wie Aamir Khan und Katrina Kaif eine Nebenrolle in dem Bollywood-Thriller Dhoom 3, welcher zu jenem Zeitpunkt als die kommerziell erfolgreichste indische Filmproduktion aller Zeiten galt. Von 2014 bis 2016 spielte sie mit der Rolle der Kate Davis einen wiederkehrenden Charakter in der US-Serie Mistresses. Seit ihrem Auftritt in der Serie hatte Bethell keine bekannten Engagements als Schauspielerin mehr.

## Filmografie (Auswahl)
- 2001: Life Support (Fernsehserie, 1 Folge)
- 2008: Mei Li Johnson
- 2009: The Swallow (Kurzfilm)
- 2009–2010: Legend of the Seeker – Das Schwert der Wahrheit (Legend of the Seeker, Fernsehserie, 23 Folgen)
- 2010: Strangers Lovers Killers
- 2010: The Clinic
- 2010: Anyone You Want
- 2010: Cops LAC (Fernsehserie, 1 Folge)
- 2011 Poe (Fernsehfilm) – unveröffentlicht
- 2012: Sanctuary (Kurzfilm)
- 2013: Dhoom 3
- 2014: Oren (Kurzfilm)
- 2014–2016: Mistresses (Fernsehserie, 12 Folgen)